# Бифора
Бифора је тип прозорског отвора који је усправно подијељен на два једнака дијела. Уобичајено је раздвојен с једним ступом или пилоном (или на неки други начин). Изнад ступа су долази аркада са два лука. Понекад унутар тих лукова буду и декоративни елементи као нпр. дјетелине с три или четири листа.
Бифоре се у архитектури појављују у 12. вијеку прво у јерменској а потом и у исламској умјетности. Од појаве романике почиње њихова масовна употреба у градитељству. 
Готика је обожавала уске елегантне бифоре, на својим катедралама, али су се задржале и у ренесанси. Након тога бифоре излазе из моде, али се враћају у 19. вијеку, за вријеме историцизма и поновног открића старих стилова (готике и романике).
Овај тип прозорског оквира пуно се користио код градње кула. Ниже куле звоника, уобичајено би имале бифоре јер се на тај начин олакшавала маса куле, и она је на тај начин била лакша, те су се тако могле достићи веће висине.